# 李孟熙 (韩国)
李孟熙（韓語：이맹희，1931年6月20日—2015年8月14日） 韩国企业家，前CJ集团名誉会长。三星集团名誉创始人李秉喆的长子，三星集团会长李健熙的长兄。本贯庆州。
2015年8月14日，李孟熙因肺癌在中国北京一家医院病逝，享年84岁。

## 学历
- 1944年大邱壽昌初等學校毕业
- 1950年慶雲中學校毕业
- 1954年東京農業大学农业学学士
- 1956年東京農業大学研究生院农业管理学硕士
- 1959年密歇根州立大学经济学博士

## 生涯
李孟熙1931年6月20日在庆尚南道宜宁出生，毕业于大邱壽昌初等學校和慶雲中學。之后留学日本东京农业大学和美国密歇根州立大学，获得学士、硕士和博士学位，这时李孟熙作为三星“皇太子”的学生时期
在日本留学的1956年12月1日，他与손복남结婚。结婚2个月后的1957年2月，日本留学毕业，他继续前往美国留学。与他一起留学的是妹夫구자학。回到韩国以后，李孟熙于1960年进入三星集团工作，担任安国火灾保险、三星物产、第一制糖、新世界、中央日报和三星文化财团、三星电子等三星集团内的重要职务。作为长子，他是集团接班人，但在1966年因糖精走私事件爆发，一夜之间被排挤出了接班格局。
1966年5月24日，三星在蔚山正在建设的韩国化肥工厂把2259包（约55吨）糖精伪装成建材进行走私，被釜山海关发现后扣押，并罚款2千多万韩元。而此事的主导者正是李孟熙和二弟李昌熙，在野党和在野团体纷纷对朴正熙政府发难，为摆脱来自政界和媒体压力，三星集团时任会长李秉喆被迫交出当时集团下的肥料工厂所有权，并宣布隐退。因朴正熙对韩国财阀的支持，李秉喆隐而不退，18个月后即1968年2月再次复出。
此事后，李秉喆对李孟熙仍未失望，在1967年7月宣布由李孟熙担任三星集团副会长，接掌三星帅印。外界一度认为三星集团的换帅继承工作接近尾声。不过李孟熙在管理集团上的业绩可真拿不出手，被反映最多的就是混乱不堪、群龙无首。经过美日财经界友人的警告，李秉喆对继承人一事又重新考虑。“周围人不停劝说，加之孟熙本人也有意愿统领集团，所以一开始尝试把集团部分经营权交给他。只是半年左右的光景，孟熙领导的企业内部便混乱不堪，他本人自愿退出。”李秉喆事后回忆，“那时二儿子昌熙提起过比起统帅整个集团，更希望扎扎实实经营适合自己的公司。我考虑还没人能继承三星的整体经营，就逐渐有意让三儿子健熙参加集团经营的一线管理，我看他本人兴趣和志向也在企业管理，而且他确实在认真参与和学习。”
李昌熙因走私糖精事件被囚禁后，感觉出父亲的信任和信心逐渐转移到弟弟李健熙身上，因此随后竟然“鱼死网破”地将集团业务丑闻曝光，其中还有揭露父亲李秉喆向海外转移资产等经济犯罪。李秉喆一怒之下将其逐出家门，称“永远不许踏入韩国”。李昌熙随即前往美国，与他在商界搭档多年的哥哥李孟熙此后也进入老会长李秉喆的“怀疑”名单，被逐渐剥夺了职务和权利。1987年11月，李秉喆去世，三子李健熙接掌三星集团。
2012年，李孟熙和二妹李淑熙相继对三弟李健熙告上公堂，提起巨额遗产诉讼。主張父親李秉喆生前曾以他人名義信託部分財産，但李健熙在未通知其他繼承人情況下，擅自將這部分遺産歸己有。兄弟二人遺産之爭一度升級爲三星集團和希傑集團的矛盾。李孟熙在一審、二審中連續敗訴後放棄上訴三審，所以终局由李健熙胜诉，但三星争产案揭开了豪门争产的恩怨，成了媒体关注的焦点。
2012年12月，李孟熙诊断出肺癌2期，到日本和中国等地接受了治疗，但最终2015年8月14日在中国北京最终与世长辞，此时他的头衔正式为“CJ名誉会长”。

## 家族关系
- 祖父：李纉雨（이찬우）（1884－1957）
- 祖母：权氏（권재림）（1885－1959）
  - 父亲：李秉喆（1910－1987）
  - 母亲：朴杜乙（1907－2000）
    - 姐姐：李仁熙（1929－2019），韩松集团顾问。
    - 姐夫：赵云海（1925－），前三星医疗院理事长。
    - 妻子：孙福南（손복남） （1933－）
      - 长女：李美敬（Miky Lee）（1958－）
        - 外孙女：정종환 (1984－)

      - 长子：李在贤（朝鲜语：이재현 (기업인)） (1960－)
      - 長媳：김희재 (1961－)
        - 孙女：이경후 (1985－)
        - 長孙：李善浩 (1990－)

      - 次子：李在焕 (1962－)
      - 次媳：민재원 (1967－)
        - 孙女：이소희 (1994－)
        - 孙子：이호준 (2001－)

    - 妾：朴氏
      - 庶子：이재휘 (1964－)

    - 妻舅：孙京植 (손경식) (1939－)
    - 二弟：李昌熙（1933－1991），前新韩集团总裁。
    - 妹妹：李淑熙（1935－）
    - 妹妹：李顺熙（1939－）
    - 妹妹：李德熙（1940－）
    - 三弟：李健熙 （1942－2020），前三星集團會長。
    - 妹妹：李明熙 （1943－）

  - 母亲(继母)：具氏（구로다）
    - 弟弟：李泰熙（1947－）
    - 妹妹：李惠熙（1952－）

## 著作
- 1993年 : <하고싶은 이야기>
- 1993年 : <묻어둔 이야기>